# 尤里·马尔托夫
尤里·奥西波维奇·马尔托夫（俄语：Ю́лий О́сипович Ма́ртов；1873年11月24日—1923年4月4日），笔名列夫·马尔托夫（Лев Мартов），俄罗斯共产主义革命家，孟什维克的领导人。

## 早年生活
出生在奥斯曼帝国君士坦丁堡的一个中产阶级家庭里，其父母都是犹太人。父亲拥有俄罗斯国籍，崇拜革命家亚历山大·赫尔岑。后来，马尔托夫跟随父母迁居沙俄的敖德萨，当时在沙俄当局的宣扬下，俄国的反犹太主义情绪严重。1881年，7岁的马尔托夫遇上了沙俄对犹太人的迫害，从此对沙俄当局非常反感。中学时代，马尔托夫崇拜别林斯基，热衷于对文学和社会问题的探讨。后来举家前往普希金城居住，第一次读了赫尔岑批判帝制的文章的《过去与思索》。马尔托夫随后对民粹派的思想产生了共鸣。1889年，马尔托夫在其就读的中学里成立了一个学生俱乐部，热衷于研究法国大革命的历史，研究丹东、罗伯斯庇尔、德圣茹斯特的著作。

## 投身革命
1890年，马尔托夫第一次读了卡尔·马克思的《共产党宣言》，受到极大的影响，转而支持马克思主义。1891年进入圣彼得堡国立大学理学部学习。翌年在大学里组建了社会民主主义的俱乐部。不久当局即以传阅非法文献的罪名将其逮捕，开除学籍。经过一年半的监狱生活之后，他被流放到立陶宛的维尔纽斯。在立陶宛期间，马尔托夫参加了犹太人的劳动运动。1895年回到圣彼得堡，与列宁一起参加了工人阶级解放斗争协会的组建工作，两人当时的关系十分亲密。1896年1月，马尔托夫再次被捕，次年流放西伯利亚。在流放期间他得了结核。1900年刑满释放，流亡西欧。
1900年至1905年期间，马尔托夫与列宁一起，创办了第一份俄国社会民主工党的报纸《火星报》，并在巴黎的俄罗斯高级社会科学学园发行讲义。

## 与列宁的争论和决裂
在1903年召开的俄国社会民主工党第二次代表大会上，马尔托夫同列宁就基本原则发生了重大分歧。马尔托夫主张信任群众行动的自发性，坚持以第二国际为建党模式，主张把一切愿意入党的人全部吸收进来。这与列宁所主张的民主集中制、党员高度服从组织的主张格格不入。马尔托夫批评列宁的主张是搞“雅各宾主义”，“不是真正的马克思主义者”；列宁则批评马尔托夫是“机会主义者”。从此以后，这两位原本亲密的战友分道扬镳，马尔托夫成为孟什维克派的领袖，列宁则成为布尔什维克派的领袖。
1905年10月，马尔托夫回到圣彼得堡，参加1905年俄国革命，但失败，次年被捕，不久再度逃亡。1907年参加俄国社会民主工党第五次代表大会和第二国际的大会。此时孟什维克与布尔什维克之间的矛盾越来越尖锐，终于在1912年正式分裂。

## 二月革命
1917年3月，俄国爆发二月革命时，马尔托夫与列宁都在苏黎世。当列宁乘坐密封火车回国时，马尔托夫拒绝加入他的队伍。
5月17日马尔托夫才出发回国。回国后，马尔托夫严厉批评了那些加入临时政府并支持战争的孟什维克，如伊拉克利·策烈铁里等。

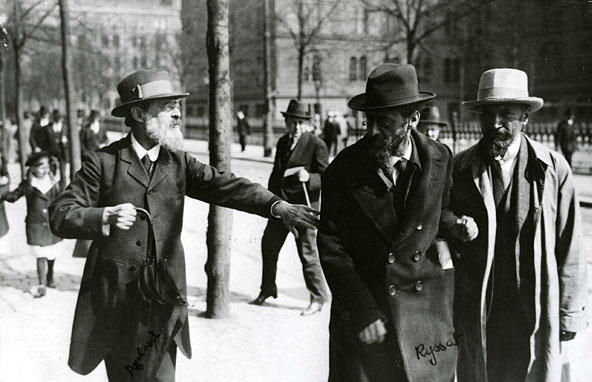
1917年5月，孟什维克领导人在瑞典斯德哥尔摩

## 十月革命与俄国内战
11月十月革命爆發后，布尔什维克夺取了政权。马尔托夫与孟什维克被边缘化。
1918年俄国内战爆发后，马尔托夫支持红军。
1920年10月，马尔托夫前往德国，参加了在萨勒河畔哈雷召开的德国独立社会民主党大会，并与让·龙格、格里戈里·季诺维也夫等人发表了讲话。此次大会通过了加入共产国际的决议。
1921年3月，俄国共产党（布尔什维克）第十次代表大会取缔了孟什维克，这使马尔托夫放弃了回国的打算。
1923年，得知马尔托夫患病后，列宁曾希望为他提供一些资金，斯大林拒绝了这一提议。
4月4日，马尔托夫因结核在巴登的朔姆贝格病逝，时年49岁。

## 个性与评价
马尔托夫通常被描述为“太优秀的知识分子，不能成为一个成功的政治家”，因为他经常被他的正直和对政治问题的“哲学方法”所阻碍。
在俄国社会民主工党第二次代表大会期间支持列宁与布尔什维克派的一位代表留下了对马尔托夫的生动描述：
马尔托夫像一个贫穷的俄罗斯知识分子，他的脸色苍白，脸颊凹陷，稀少的胡子凌乱不堪。他的西装挂在他身上，就像挂在衣架上一样。手稿和小册子从他的口袋里露出。他驼着背，肩膀一高一低。他还有口吃。他的外表并不吸引人，但一旦他开始热情洋溢地演讲，所有这些外在的缺点似乎都消失了，剩下的就是他海量的知识，敏锐的头脑和他对工人阶级事业的狂热奉献。——亚历山大·肖特曼
在俄国社会民主工党二大的争论中支持马尔托夫的托洛茨基在自传中谈及对马尔托夫的看法：
孟什维克的领袖马尔托夫是革命运动中最富有悲剧性的人物之一。他是一位头脑敏捷、才气横溢的作家，机敏的政治家，远远地高于他所领导的思想派别。但是，他的思想缺乏勇气，他的敏锐缺乏意志，这二者是执著所不能取代的。马尔托夫对事件的最初反应总是流露出革命的意向，但是，他的思想没有意志的弹簧为支撑，很快就消沉下去。——列夫·托洛茨基
列宁在1903年分裂很久之后就深情地谈到了马尔托夫。他在与马克西姆·高尔基的谈话中表达出了惋惜：
我很抱歉，非常抱歉，马尔托夫不和我们在一起。他是一位多么出色的同志。